# Mesochorus lanceolatus
Mesochorus lanceolatus là một loài tò vò trong họ Ichneumonidae.